# Бікон-2
Бікон-2 (англ. Beacon 2, Маяк) — американський технологічний супутник для вивчення щільності атмосфери на різних висотах. Апарат мав стати першим американським супутником, який можна було би бачити неозброєним оком. Супутник був тонкою надувною пластиковою сферою, вкритою алюмінієвою фольгою, діаметром 3,7 м (12 футів) після надування газом.
14 серпня 1959 року в 00:31 UTC ракетою-носієм Джуно-2 з космодрому Канаверал було запущено Бікон-2. Перший ступінь достроково вимкнувся, витративши паливо. Верхні ступені не змогли розвинути достатньої швидкості для виходу на орбіту.